# العلاقات الكاميرونية الإثيوبية
العلاقات الكاميرونية الإثيوبية هي العلاقات الثنائية التي تجمع بين الكاميرون وإثيوبيا.

## مقارنة بين البلدين
هذه مقارنة عامة ومرجعية للدولتين:
| وجه المقارنة                                              | الكاميرون                      | إثيوبيا                        |
| --------------------------------------------------------- | ------------------------------ | ------------------------------ |
| المساحة (كم2)                                             | 475.44 ألف                     | 1.10 مليون                     |
| عدد السكان (نسمة)                                         | 24.05 مليون                    | 104.96 مليون                   |
| الكثافة السكانية (ن./كم²)                                 | 50.58                          | 95.42                          |
| العاصمة                                                   | ياوندي                         | أديس أبابا                     |
| اللغة الرسمية                                             | لغة فرنسية، لغة إنجليزية       | اللغة الأمهرية                 |
| العملة                                                    | فرنك وسط أفريقي                | بير إثيوبي                     |
| الناتج المحلي الإجمالي (بليون دولار)                      | 34.80 مليار                    | 80.56 مليار                    |
| الناتج المحلي الإجمالي (تعادل القوة الشرائية) بليون دولار | 72.72 مليار                    | 161.90 مليار                   |
| الناتج المحلي الإجمالي الاسمي للفرد دولار أمريكي          | 1.22 ألف                       | 619                            |
| الناتج المحلي الإجمالي للفرد دولار أمريكي                 | 2.97 ألف                       | 1.50 ألف                       |
| مؤشر التنمية البشرية                                      | 0.512                          | 0.442                          |
| رمز المكالمات الدولي                                      | +237                           | +251                           |
| رمز الإنترنت                                              | .cm                            | .et                            |
| المنطقة الزمنية                                           | توقيت غرب أفريقيا، ت ع م+01:00 | ت ع م+03:00، توقيت شرق أفريقيا |

## منظمات دولية مشتركة
يشترك البلدان في عضوية مجموعة من المنظمات الدولية، منها:
| علم المنظمة | اسم المنظمة                                                | تاريخ انضمام الكاميرون | تاريخ انضمام إثيوبيا |
| ----------- | ---------------------------------------------------------- | ---------------------- | -------------------- |
|             | الاتحاد البريدي العالمي                                    | ?                      | ?                    |
|             | مؤسسة التنمية الدولية                                      | 10 أبريل 1964          | 11 أبريل 1961        |
|             | منظمة حظر الأسلحة الكيميائية                               | ?                      | ?                    |
|             | الأمم المتحدة                                              | 20 سبتمبر 1960         | 13 نوفمبر 1945       |
|             | الاتحاد الأفريقي                                           | ?                      | ?                    |
|             | وكالة ضمان الاستثمار متعدد الأطراف                         | 7 أكتوبر 1988          | 13 أغسطس 1991        |
|             | منظمة الشرطة الجنائية الدولية                              | ?                      | ?                    |
|             | مؤسسة التمويل الدولية                                      | 1 أكتوبر 1974          | 20 يوليو 1956        |
|             | مجموعة دول أفريقيا والكاريبي والمحيط الهادئ                | ?                      | ?                    |
|             | البنك الدولي للإنشاء والتعمير                              | 10 يوليو 1963          | 27 ديسمبر 1945       |
|             | الاتحاد الدولي للاتصالات                                   | 22 ديسمبر 1960         | 20 فبراير 1932       |
|             | البنك الإفريقي للتنمية                                     | ?                      | ?                    |
|             | العملية المشتركة للاتحاد الأفريقي والأمم المتحدة في دارفور | ?                      | ?                    |
|             | الفريق المعني برصد الأرض                                   | ?                      | ?                    |
|             | يونسكو                                                     | 11 نوفمبر 1960         | 1 يوليو 1955         |

## وصلات خارجية
- موقع وزارة الخارجية الكاميرونية
- موقع وزارة الخارجية الإثيوبية